# هربرت مولر
هربرت مولر هو سائق سيارة سباق سويسري، ولد في 11 مايو 1940 في Menziken ‏ في سويسرا، وتوفي في 24 مايو 1981 في حلبة نوربورغرينغ في ألمانيا.

## وصلات خارجية
- هربرت مولر على موقع DriverDB.com (الإنجليزية)
- هربرت مولر على موقع eWRC-results.com (الإنجليزية)

- الموقع الرسمي